# Volt Europa
Volt Europa (spesso abbreviato in Volt) è un movimento politico europeo federalista, sotto forma legale di associazione di partiti e persone, fondato nel 2017 da Andrea Venzon con il supporto di Colombe Cahen-Salvador e Damian Boeselager. È presente in trentadue Stati d'Europa: oltre a tutti gli stati membri dell'Unione europea, Volt raggiunge alcuni stati che non ne fanno parte, come Albania, Regno Unito, Svizzera, Ucraina e Kosovo.
Volt si presenta come un movimento paneuropeo e progressista che sottolinea l'importanza di creare una voce europea unitaria e federale che abbia un maggiore peso al livello mondiale.
Volt Europa non è formalmente un partito politico europeo, ma si articola in diversi partiti nazionali che ne rispettano lo Statuto, le politiche (Mapping of Policies) e gli ideali politici. Attraverso i diversi Volt nazionali, che ambiscono a diventare partiti in tutti i Paesi in cui sono presenti, Volt Europa punta a partecipare alla vita politica europea su tutti i livelli: comunitario, nazionale e locale. La collaborazione tra i vari partiti nazionali permette a Volt di valorizzare la condivisione delle buone pratiche.
Alle elezioni europee del 2019, ottenendo lo 0,7% dei voti in Germania, Volt elegge Damian Boeselager come suo primo eurodeputato. Gli iscritti del movimento hanno votato per far aderire Boeselager al gruppo parlamentare I Verdi/Alleanza Libera Europea, col quale era già stato raggiunto un accordo.
Alle elezioni olandesi del 2021, ottenendo il 2,42%, Volt elegge i suoi primi 3 parlamentari in un parlamento nazionale.

## Storia

### La fondazione
Volt Europa è stato fondato il 29 marzo 2017: secondo i fondatori, la fondazione fu una reazione al crescente populismo nel mondo e alla Brexit. Il progetto, inizialmente denominato Vox Europe e successivamente rinominato a causa dell'omonimia con il partito spagnolo Vox, è finanziato attraverso delle campagne di crowdfunding e donazioni private.
Nel marzo del 2018 ad Amburgo è nato il primo partito nazionale collegato a Volt Europa. Il 14 luglio 2018 è stato invece fondato a Bologna il relativo partito italiano, Volt Italia, il cui primo congresso nazionale si è tenuto a Firenze a febbraio del 2019.
Il 14 ottobre 2018 per la prima volta un partito affiliato a Volt partecipa a delle elezioni locali, in Belgio.

### Le elezioni europee del 2019
Il 27 e il 28 ottobre l'assemblea generale, riunita ad Amsterdam con più di 450 delegati partecipanti, ha approvato la Dichiarazione di Amsterdam, il programma unitario con cui Volt intendeva correre alle elezioni europee del 2019. Per l'occasione Volt ha presentato una propria lista in otto stati membri, con l'obiettivo di eleggere abbastanza rappresentanti per poter creare un gruppo all'interno del Parlamento europeo.

Dal 22 al 24 marzo 2019 Volt Europa ha organizzato il suo primo congresso europeo a Roma, presentando i propri candidati per le elezioni del Parlamento europeo del 2019. A seguito di queste ultime, è stato eletto un unico eurodeputato: il tedesco Damian Boeselager. Successivamente si sono aperte le trattative con altri gruppi politici, nella specie l'Alleanza Progressista dei Socialisti e dei Democratici, l'Alleanza dei Democratici e dei Liberali per l'Europa e I Verdi/Alleanza Libera Europea; dopo un accordo di massima coi liberali e i verdi, tra il 7 e il 9 giugno gli iscritti di Volt sono stati chiamati a votare tra questi due gruppi e quello dei Non iscritti e, in tale circostanza, più dell'80% dei votanti si è espresso per l'accordo col gruppo Verdi/ALE.

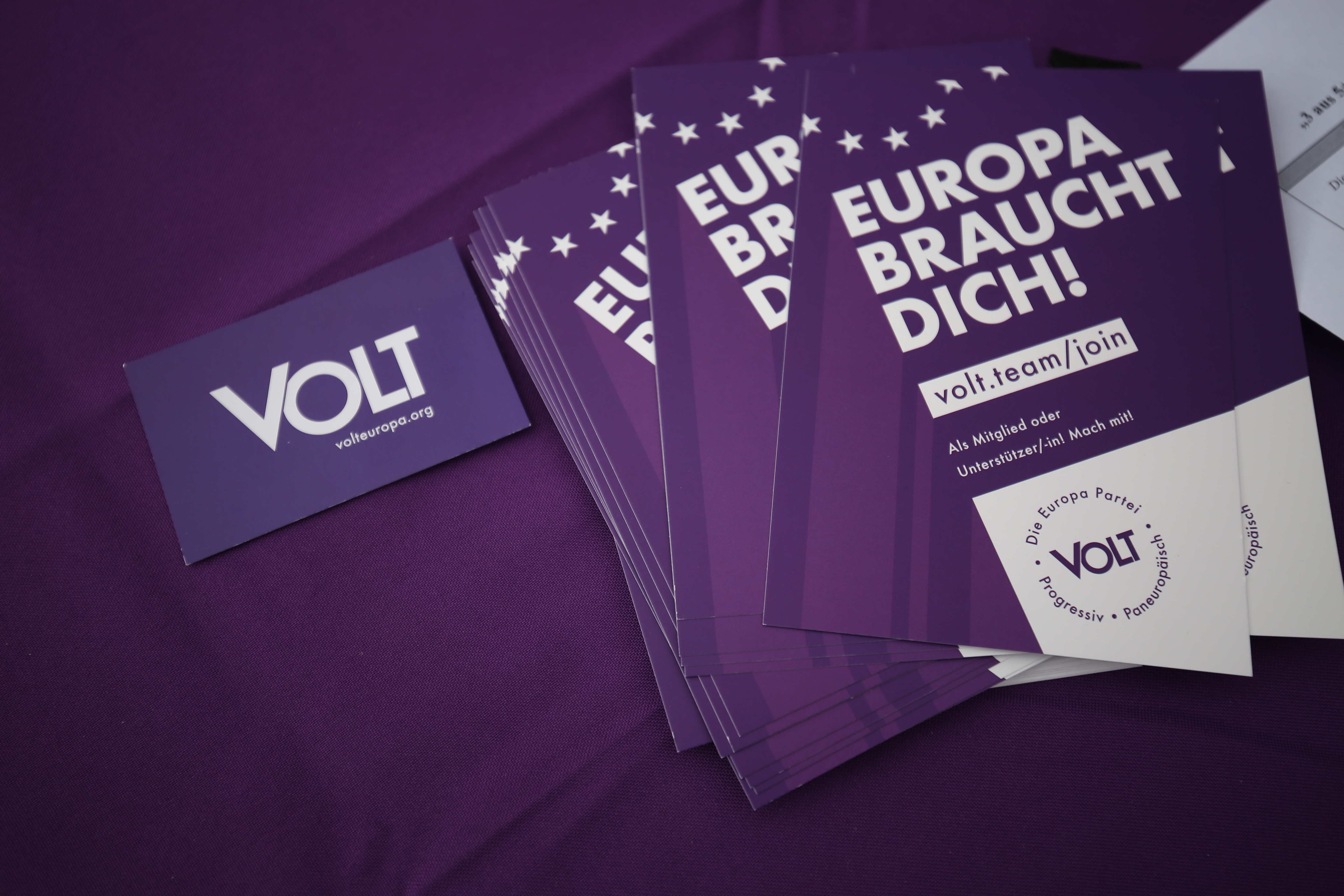
Volantini di Volt in tedesco

Dal 12 al 13 ottobre 2019 Volt Europa ha ospitato a Sofia la sua seconda assemblea generale per eleggere il nuovo board di Volt Europa. Il movimento ha eletto l'ex-presidente di Volt Germania Valerie Sternberg e l'ex-capolista alle elezioni europee e leader di Volt Paesi Bassi, Reinier van Lanschot, come co-presidenti di Volt Europa. La neoeletta tesoriera è l'ex-candidata alle europee di Volt Lussemburgo Julia Pitterman. I membri non esecutivi del board sono stati Konrad Ritter, Eileen O'Sullivan, Bruno Sánchez-Andrade Nuño, Sofia Gentiloni Silveri, Joel Boehme e Cornelia-Florina German.
A causa della pandemia di COVID-19, Volt non ha ospitato la sua assemblea generale della primavera 2020 a Lisbona come previsto, ma è diventato invece il primo movimento politico paneuropeo a ospitare pubblicamente un'assemblea generale digitale, inclusa una votazione sul suo programma fino al 2024.

### Primi successi nei parlamenti nazionali
Alle elezioni legislative del 2021 Volt Paesi Bassi ottenne più di 250 000 voti e tre seggi alla Tweede Kamer, segnando il primo ingresso di una sezione nazionale di Volt Europa in un parlamento nazionale. Tale successo venne bissato già nel novembre successivo, quando Volt Bulgaria riuscì ad ottenere due parlamentari all'interno della coalizione Continuiamo il Cambiamento. Non riuscì invece l'ingresso parlamentare a Volt Germania, che nelle elezioni federali ricevette lo 0,4% dei voti e non elesse nessun parlamentare.
Dal 16 al 17 ottobre 2021, Volt Europa ha ospitato la sua quarta Assemblea Generale a Lisbona, in Portogallo. È stata la prima Assemblea Generale fisica dal 2019. Durante l'Assemblea Generale del 2021, Reinier van Lanschot, che era già stato eletto all'assemblea di Sofia nel 2019, è stato rieletto. Francesca Romana D'Antuono è stata eletta co-presidente mentre Johannes Heinrich è stato eletto tesoriere. I sei membri del consiglio non esecutivi eletti sono stati Ines Consonni, Anouk Ooms, Lucia Nass, Thor Larholm, Charles Evain e Lucas Amorelli Ribeiro Kornexl. Sebbene molti dei consiglieri uscenti fossero ricandidati, nessuno di loro è stato rieletto.
Il 12 e il 13 marzo del 2022 Volt ha organizzato a Budapest, in Ungheria, un retreat dedicato alla condizione femminile, ai diritti delle donne e all'empowerment femminile. All'evento hanno partecipato 40 delegate da 10 paesi diversi, tra cui la presidente di Volt Europa Francesca Romana D'Antuono.

### Le elezioni europee del 2024
Il programma del partito per le elezioni europee del 2024 è stato approvato all'assemblea generale di Volt Europa il 27 novembre 2023 a Parigi e adottato formalmente alla conferenza del partito il 21 gennaio 2024 a Unna. Alle elezioni Volt ha ottenuto il 2,6% dei voti in Germania, ottenuto tre seggi per Damian Boeselager, Nela Riehl e Kai Tegethoff, e il 5,13% nei Paesi Bassi, ottenendo due seggi per Reinier van Lanschot e Anna Strolenberg, per un totale di 5 europarlamentari eletti. In una riunione tenutasi a Bruxelles il 7 aprile 2024, Volt Europa ha annunciato che dopo le elezioni avrebbe negoziato con il I Verdi/Alleanza Libera Europea e Renew Europe l'adesione ad un gruppo parlamentare, decisione successivamente sottoposta al voto dei suoi membri, che hanno deciso di aderire al gruppo I Verdi/Alleanza Libera Europea con l'87% dei voti.

## Programma
Per Volt è necessario riformare l'Unione europea in senso federale, avendo come obiettivo il raggiungimento degli Stati Uniti d'Europa, e maggiormente democratico, dando più poteri al Parlamento, abolendo i poteri di veto dei governi nazionali in seno al Consiglio europeo e sostituendo la commissione europea con un governo europeo. Questa federazione dovrebbe poi funzionare secondo il principio di sussidiarietà. Tutto ciò si lega inoltre alla promozione del "patriottismo europeo". Il partito enuncia nel suo programma anche la necessità di avere un Presidente europeo direttamente eletto dai cittadini e quella di avere un ministero federale dell'economia e delle finanze che si occupi del bilancio europeo.
Volt, sebbene abbia piccole variazioni ideologiche a seconda del capitolo nazionale, si dichiara progressista e pragmatista.

### Riforma dell'Unione europea
Volt propone di rafforzare il Parlamento europeo, in quanto unico organo eletto direttamente dai cittadini, e propone di dargli il potere di iniziativa legislativa. Il partito si batte anche per una riforma elettorale, denunciando il sistema progressivo degressivo come un principio contrario ai valori dell'Unione, e propone la creazione di una circoscrizione paneuropea e la divisione degli stati membri in circoscrizioni di uguale dimensione. 
Volt propone radicali modifiche anche al Consiglio europeo, dove propone di eliminare il diritto di veto e di trasformarlo in una seconda camera legislativa. 
Alcune modifiche sono proposte anche per il potere esecutivo; tra queste vengono citate nel programma la creazione dei ministeri e l'abolizione dei commissari europei.
Volt propone di estendere le prerogative della Corte europea di giustizia, creando degli organi periferici nazionali.
Conseguentemente, l'organizzazione punta a ottenere politiche comuni in tema di immigrazione, a unificare gli eserciti e le agenzie d'intelligence, a istituire un salario minimo europeo al fine di combattere la povertà, ad armonizzare maggiormente i sistemi di tassazione al fine di combattere i paradisi fiscali interni all'eurozona, a mettere in comune il debito attraverso gli eurobond, a trovare risposte comuni all'impatto della quarta rivoluzione tecnologica sul mercato del lavoro, ad aumentare il bilancio europeo per finanziare progetti per l'adeguamento alla globalizzazione e la riduzione delle disuguaglianze.
Volt sostiene l'ingresso dell'Albania, del Regno Unito e dell'Ucraina all'interno dell'Unione europea.

### Visione economica e fiscalità
La visione economica elaborata da Volt Europa richiede di ridurre le disuguaglianze tra le economie dell'UE e affrontare le future sfide economiche con approcci informati e basati sui dati. 
Un'attenzione importante è dedicata alle startup, che Volt intende fortemente incentivare. A tal proposito, il partito propone una diminuzione della burocrazia e una digitalizzazione dei servizi dell'impresa.
Volt sostiene inoltre gli investimenti nell'economia verde, blu e circolare, coerenti anche con una decisa lotta al surriscaldamento globale e all'inquinamento.
Viene inoltre sottolineata la necessità della collaborazione fra pubblico e privati, utile per rilanciare la crescita economica e ridurre la disoccupazione.
Parte importante del programma è dedicata alla tassazione: Volt vuole abbassare le tasse sui dividendi delle PMI, ridurre il numero delle detrazioni in
favore di aliquote fiscali più basse e ridurre il
numero di tasse e mantenere bassa l'IVA sui beni di prima necessità.
Il movimento paneuropeo è favorevole all'introduzione di una tassa europea per le grandi aziende, con una aliquota minima del 15%.

### Politiche sociali
Il movimento sostiene delle solide politiche di welfare pubblico, in particolare relative a sanità e istruzione, oltre che l'aumento dei fondi per la ricerca; il tutto andrebbe finanziato con una tassazione progressiva ed equa.
Volt propone un approccio di prevenzione e cura della salute mentale e l'introduzione dello psicologo di base. Per combattere la decrescita della popolazione, Volt propone misure a sostegno della maternità, tra cui l'ampliamento dei congedi parentali e l'aumento degli asili nido.
Nel campo delle politiche educative e scolastiche, Volt propone l'aumento e la diversificazione del metodo d'insegnamento per la prima infanzia, improntandolo su un approccio creativo. Il partito è favorevole all'aumento del budget dei progetti Erasmus, Erasmus+ e ErasmusPro ed è favorevole a facilitare la mobilità educativa. Volt propone inoltre investimenti europei per le università in aree svantaggiate.

### Digitalizzazione
La digitalizzazione è uno dei capisaldi dei programmi di Volt Europa: il partito punta a creare amministrazioni paper-less e intercomunicanti tra loro. L'organizzazione paneuropea punta alla creazione di un fascicolo sanitario digitalizzato, la digitalizzazione dei tribunali ed è favorevole al voto elettronico sul modello estone. 
Volt enuncia inoltre nel suo programma la necessità che tutti i software delle istituzioni europee siano open source.

### Giustizia
Nel suo programma Volt enuncia che le sue proposte sono orientate ad un sistema di tolleranza zero verso la corruzione, l'evasione fiscale e i crimini dei colletti bianchi. Il partito sostiene il rafforzamento dei programmi Europol e Eurojust ed enuncia la necessità di terminare le operazioni di profilazione razziale. 
Punto importante nel programma è quello riguardante le condizioni delle prigioni: per Volt è essenziale che le prigioni siano dignitose per i detenuti, che vi sia sostegno psicologico e propone l'aumento delle misure detentive alternative alla detenzione. 
Volt Europa sostiene la decriminalizzazione dell'uso di sostanze stupefacenti, la legalizzazione delle droghe leggere e della prostituzione.

### Diritti civili e bioetica
Volt lotta a favore dei diritti LGBT, come il matrimonio egualitario e l'adozione da parte di coppie dello stesso sesso, e contro ogni forma di sessismo e razzismo, cosa che per il movimento richiede anche una decisa laicità dello Stato.
Volt è favorevole al diritto all'aborto in tutt'Europa, in quanto forma di autodeterminazione della donna.

### Politica estera
Volt sostiene una riforma del Consiglio di sicurezza delle Nazioni Unite che punti a superare il diritto di veto. Inoltre Volt è favorevole al potenziamento delle missioni di peacekeeping.
Volt inoltre supporta l'allargamento della NATO in Scandinavia.

## Struttura

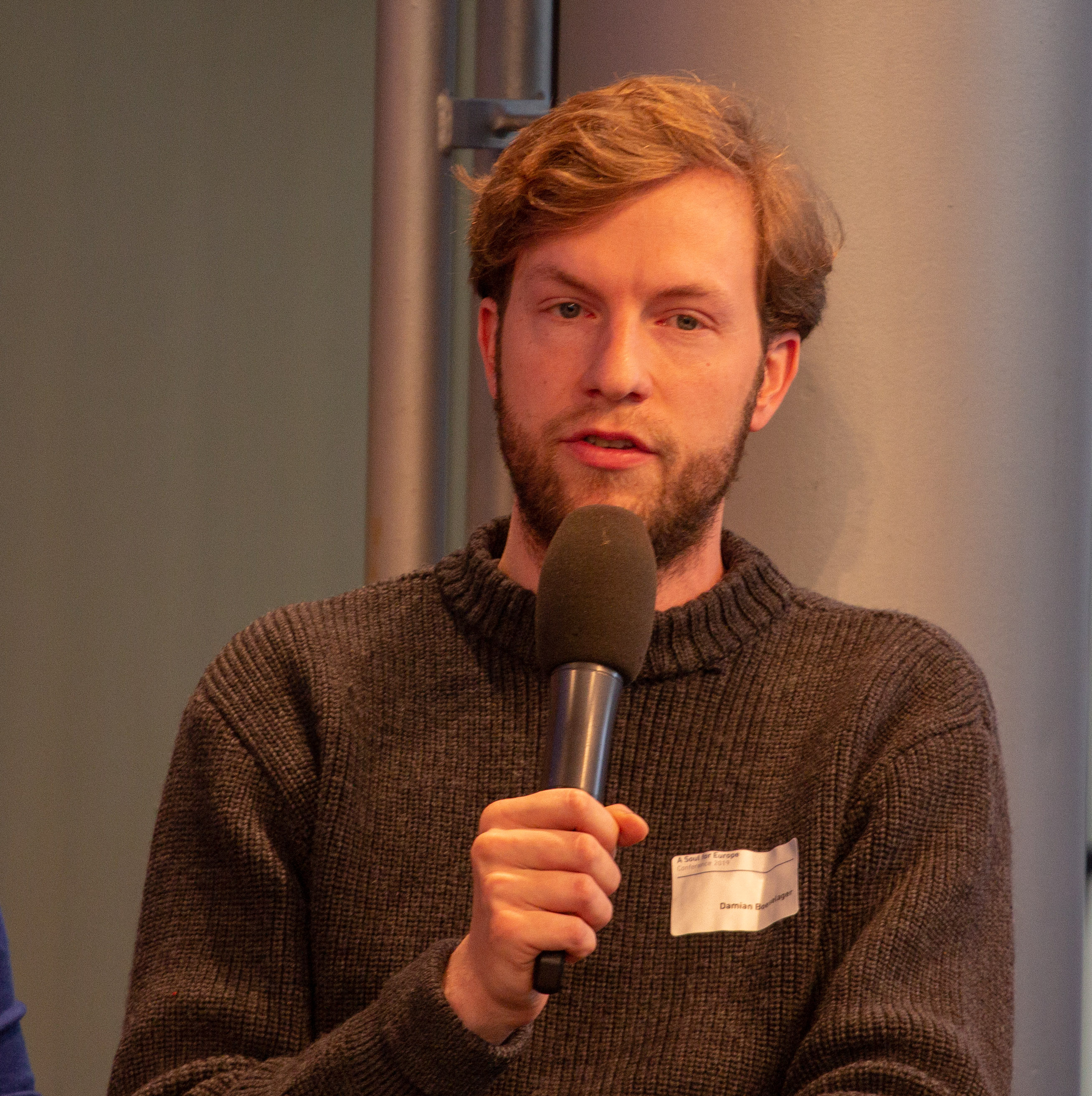
Damian Boeselager, primo europarlamentare di Volt

Dal punto di vista legale Volt Europa è un'organizzazione non a scopo di lucro (Volt Europa AISBL) con sede in Belgio.
L'organo principale di Volt è l'Assemblea Generale, che si riunisce una o due volte l'anno; le sue decisioni vengono messe in atto dal Consiglio di Coordinamento, che garantisce la coerenza tra gli organi nazionali. La gestione quotidiana del movimento è invece gestita su tre livelli attraverso un gruppo comune europeo, i gruppi nazionali e i gruppi locali. A partecipare alle elezioni politiche sono i partiti generati dai gruppi nazionali.
Francesca Romana D'Antuono e Reinier van Lanschot sono i copresidenti di Volt Europa, Johannes Heinrich è il tesoriere.

### Composizione delboard
| Mandato | Co-presidenti        | Co-presidenti              | Tesoriere           | Membri del board non esecutivi | Membri del board non esecutivi | Membri del board non esecutivi | Membri del board non esecutivi | Membri del board non esecutivi | Membri del board non esecutivi |
| ------- | -------------------- | -------------------------- | ------------------- | ------------------------------ | ------------------------------ | ------------------------------ | ------------------------------ | ------------------------------ | ------------------------------ |
| 2019-20 | Reinier van Lanschot | Valerie Sternberg          | Julia Pitterman     | Konrad Ritter                  | Eileen O'Sullivan              | Bruno Sánchez-Andrade Nuño     | Sofia Gentiloni Silveri        | Joel Boehme                    | Cornelia German                |
| 2021-23 | Reinier van Lanschot | Francesca Romana D'Antuono | Johannes Heinrich   | Ines Consonni                  | Anouk Ooms                     | Lucia Nass                     | Thor Larholm                   | Charles Evain                  | Lucas Amorelli Ribeiro Kornexl |
| 2023-25 | Mels Klabbers        | Francesca Romana D'Antuono | Christophe Quirynen | Emma Bacci                     | Jennifer Scharpenber           | Lucia Nass                     | Slavomir Manasek               | Janko Haineken                 | Luis Alfonso Almeida Fernandes |
| 2023-25 | Mels Klabbers        | Francesca Romana D'Antuono | Christophe Quirynen | Rodoula Demetriades            | Jennifer Scharpenber           | Lucia Nass                     | Slavomir Manasek               | Janko Haineken                 | Luis Alfonso Almeida Fernandes |

## Sezioni nazionali

In viola i paesi con sezioni nazionali di Volt. In rosso i confini dell'Unione europea.

### Albania
Volt Albania (in albanese Volt Shqipëria) è il partito politico di Volt in Albania. Il partito, guidato dall'italo-albanese Cosimo Bruno, non si è mai candidato a delle elezioni e sostiene l'ingresso dell'Albania nell'Unione europea.

### Austria
Volt Austria (in tedesco Volt Österreich) è il partito politico registrato di Volt in Austria e stava pianificando di prendere parte alle elezioni europee del 2019. Le 2 600 firme necessarie per questo non sono state raccolte in tempo, pertanto Volt non ha potuto partecipare alle elezioni europee in Austria. Il partito ha preso parte alle elezioni locali di Vienna, prendendo lo 0,1% dei voti. 
Volt Austria è attualmente attivo nei Land di Vienna, Salisburgo, Stiria, Alta Austria, Tirolo e Vorarlberg.

### Belgio
Volt Belgio (in olandese Volt België, in francese Volt Belgique, in tedesco Volt Belgien) è la sezione nazionale di Volt in Belgio, attivo dal 2017 e registrato come partito il 28 luglio 2018.
Volt Belgio è una delle prime sezioni nazionali di Volt Europa a partecipare a delle elezioni. Nel 2018, grazie ad una alleanza con il partito pirata, Volt Belgio prese parte alle elezioni comunali di Anversa e partecipò in solitaria a Ixelles e Etterbeek. In tutte e tre le città, Volt non riuscì ad eleggere nessun consigliere comunale.
Volt Belgio è stata anche la prima sezione nazionale di Volt a prendere parte a delle elezioni nazionali, candidandosi alle elezioni parlamentari in Belgio del 2019 nella circoscrizione di Anversa e ricevendo lo 0,14% dei voti. Lo stesso anno Volt partecipò alle elezioni europee, candidandosi nella circoscrizione di lingua neederlandese, e prendendo lo 0,48% dei voti.
Durante l'assemblea generale del 23 aprile 2022, l'italo-tedesco Carlo Giudice e la franco-belga Johanna Dirlewanger sono stati eletti co-presidenti.

### Bulgaria
Volt Bulgaria (in bulgaro Волт България?, Volt B'lgarija) è stato fondato a Sofia il 19 maggio 2018, ed è stato la seconda sezione nazionale di Volt ufficialmente registrata. In Bulgaria durante le elezioni parlamentari del novembre 2021 sono stati eletti 2 parlamentari di Volt, confermandoli alle elezioni del 2022.

### Cipro
Volt Cipro (in greco Βολτ Κύπρος?, Volt Kýpros; in turco Volt Kıbrıs) è il partito politico di Volt a Cipro. Attivo sin dal 2018 come movimento non ufficialmente registrato come partito politico, il 17 ottobre 2021, durante l'assemblea generale di Volt Europa a Lisbona, fu annunciato un accordo di cooperazione con il partito Neo Kyma (successivamente firmato il 4 novembre 2021), per svolgere congiuntamente attività politica in vista delle future elezioni e fondersi, sotto il nome di Volt, in un unico partito per le elezioni europee del 2024. Il 26 ottobre 2023, Volt, Neo Kyma e il movimento Famagosta per Cipro hanno annunciato la loro fusione e la fondazione di Volt Cipro come partito. Il giorno successivo la deputata Alexandra Attalides, precedentemente eletta nelle file del Movimento degli Ecologisti - Cooperazione dei Cittadini, annunciò che sarebbe diventata membro di Volt. Il 3 dicembre, durante il congresso di fondazione di Volt Cipro, il partito ha approvato il proprio statuto ed eletto Alexandra Attalides e Charilaos Velaris come presidenti. Hulusi Kilim, un turco-cipriota, è stato eletto segretario generale, diventando così il primo politico turco-cipriota a ricoprire una tra le cariche più alte in un partito attivo nella Repubblica di Cipro; al contempo Volt è l'unico partito a Cipro che unisce le comunità greco-cipriota e turco-cipriota nello stesso partito politico.

### Croazia
Volt Croazia (in croato Volt Hrvatska) è un partito politico attivo in Croazia. Il partito è attualmente attivo a Zagabria.

### Danimarca
Volt Danimarca (in danese Volt Danmark) è il partito politico di Volt in Danimarca ed è stato registrato il 21 luglio 2021 a Copenaghen ed è attualmente guidato dai co-presidenti Alexander Nielsen e Kathrine Richter.
Nel novembre del 2021, Volt Danimarca ha preso parte per la prima volta alle elezioni, riuscendo a raccogliere le firme per le amministrative di Fredericksburg, dove il partito raccolse lo 0,2% dei consensi, non eleggendo nessun consigliere comunale.

### Estonia
Volt Estonia (in estone Volt Eesti) è un partito politico attivo in Estonia. Il partito è attualmente guidato da Karl Velmet ed è attivo a Tallinn.
Nel 2025 si è unito al partito Toomas Hendrik Ilves, presidente dell'Estonia dal 2006 al 2016.

### Francia
Volt Francia (in francese Volt France) è stato fondato come 9ª sezione di Volt in una nazione dell'Unione europea nell'agosto del 2018.
Il partito non ha potuto partecipare alle elezioni europee del 2019 per mancanza di fondi.
Il 15 marzo 2020 Volt ha preso parte per la prima volta a delle elezioni, candidandosi alle elezioni municipali di Lilla all'interno della coalizione Lille Verte 2020, raggiungendo il 39,41% e non riuscendo ad ottenere seggi comunali per solo 227 voti. Nello stesso giorno ha preso parte alle elezioni distrettuali di Lione, partecipando in due distretti con la lista civica 100% Citoyens, e nel IX arrondissement di Parigi, candidandosi per la prima volta con una lista di "Volt". In entrambi in casi, il partito non ha eletto alcun consigliere dipartimentale.
Il 20 giugno 2021 Volt Francia ha preso parte alle elezioni regionali in Bretagna, Hauts-de-France e Île-de-France. In Île-de-France, dove Volt aveva candidato, insieme a Nous Citoyens, PACE e dei movimenti eurofili, l'allora presidente di Volt Francia Fabiola Conti come candidato presidente della regione, la lista si fermò allo 0,17% dei voti, non superando lo sbarramento. Volt inoltre non riuscì ad eleggere alcun consigliere regionale né in Bretagna, dove si era candidata in coalizione con LREM, UDI, Agir, MoDem e TdP, né in Alta Francia, dove si era presentato con una coalizione centrista. Nello stesso giorno, Volt Francia ha presentato due liste alle elezioni dipartimentali nei collegi uninominali: una nel secondo collegio di Strasburgo, in Alsazia, prendendo l'1,92% dei voti, e una nel collegio Aix-en-Provence 2, nel dipartimento Bocche del Rodano, prendendo lo 0,57%.
Alle elezioni legislative in Francia del 2022, Volt prese parte alle elezioni in 17 collegi su 577. Il 5 giugno, alle elezioni nei collegi per i francesi all'estero, Volt fece segnare ottimi risultati, superando la soglia dell'1% per il finanziamento. I risultati più importanti si ebbero nel collegio Centro-Europa (4,97%) e nel collegio Mediterraneo (3,53%).

### Germania
Volt Germania (in tedesco Volt Deutschland) è un partito politico registrato in Germania, il che gli consente di competere alle elezioni all'interno della Repubblica Federale Tedesca. 
Alle elezioni europee del 2019 Volt Germania ha ottenuto 248 824 voti, il che equivale allo 0,7% dei voti totali in Germania. Come primo classificato, Damian Boeselager ha ottenuto uno dei 96 seggi dei delegati tedeschi al Parlamento europeo.

### Grecia
Volt Grecia (in greco Βολτ Ελλάδας?, Volt Elládas) è un partito politico attivo in Grecia.
Durante la pandemia di COVID-19 in Grecia del 2019, Volt Europa ha lanciato l'iniziativa #EuropeCares e ha inviato aiuti umanitari e mascherine ai campi profughi delle isole.

### Irlanda
Volt Irlanda (in irlandese Volt Éireann) è un partito politico attivo in Irlanda, formatosi a ridosso delle elezioni europee del 2019, a cui non è riuscito a partecipare. Il partito si è inoltre dotato di un'ala giovanile, chiamata Ógra Volt Ireland.

### Italia
Volt Italia è un partito italiano, fondato da Andrea Venzon nel 2018.
Volt aveva intenzione di candidarsi alle elezioni europee del 2019, ma non è riuscito a raccogliere le 150 000 firme sufficienti. Nelle settimane successive gli iscritti votarono contro un accordo elettorale tra Volt, +Europa e Italia in Comune, determinando la non partecipazione alle elezioni europee. 
Nello stesso anno Volt Italia prese parte alle elezioni comunali del 2019 in un solo comune, Novi Ligure, ottenendo l'1,43% dei voti.
Lo stesso anno si tenne l'assemblea generale, che elesse Andi Shehu e Federica Vinci co-presidenti del partito.
Il 26 gennaio 2020 Volt prese parte alle elezioni regionali in Emilia-Romagna all'interno della coalizione di centrosinistra a sostegno di Stefano Bonaccini, raggiungendo lo 0,43% dei consensi. 
Il 1º marzo 2020 Volt Italia prese parte alle elezioni suppletive per la Camera dei Deputati nel collegio di Roma Trionfale, candidando, in seguito a delle primarie interne, Luca Maria Lo Muzio Lezza, che raccolse l'1% dei voti.
Volt si schierò per il no durante la campagna referendaria del 2020 sul taglio dei parlamentari, aderendo al comitato NOstra - Comitato Giovanile per il No al Referendum Costituzionale.
Nel 2020 il partito partecipò alle elezioni regionali italiane in tre regioni (Toscana, Veneto e Puglia), ottenendo rispettivamente lo 0,32% (lista con Italia in Comune in supporto di Eugenio Giani), lo 0,69% (assieme a +Europa in supporto di Arturo Lorenzoni) e lo 0,11% (assieme al PLI in supporto di Ivan Scalfarotto) dei voti.
Alle contestuali elezioni amministrative, Volt si presentò in liste con altri partiti di sinistra e centro-sinistra a Bolzano, a Trento, e a Venezia, mentre a Mantova si presentò in una lista civica, facendo anche eleggere un proprio esponente. A Matera riuscì invece a presentare una lista col proprio simbolo a sostegno del candidato M5S Domenico Bennardi, ottenendo il 4,47% ed eleggendo 4 consiglieri comunali.
Il partito prese parte anche alle elezioni amministrative del 2021: nei capoluoghi, in particolare, sostenne i candidati del centro-sinistra, presentandosi in liste condivise con altri partiti di centro-sinistra a Roma, Varese, e Bologna, mentre a Torino e Trieste inserì propri candidati in liste civiche. A Milano e Isernia infine presentò liste col proprio simbolo. La città molisana fu anche l'unico luogo in cui ottenne una rappresentanza consiliare: con il 6,58% dei voti elesse 4 consiglieri e l'ex presidente di Volt Federica Vinci venne nominata vicesindaco.
Nel 2021 Volt sostenne le raccolte firme referendarie per la legalizzazione della cannabis e dell'eutanasia, aderendo alla piattaforme referendarie Eutanasia Legale - Liberi fino alla fine e Meglio Legale.
Il 6 aprile Volt Italia è divenuto socio, insieme a +Europa, del Consiglio Italiano del Movimento Europeo, in seguito ad un voto assembleare del Movimento stesso.
In occasione delle elezioni politiche in Italia del 2022 Volt Italia aderì alla coalizione di centro-sinistra, candidando alcuni suoi esponenti all'interno della lista Partito Democratico - Italia Democratica e Progressista.
In occasione delle elezioni regionali del 12-13 febbraio 2023 Volt nel Lazio presentò una lista insieme ai Radicali Italiani e a +Europa a sostegno di Alessio D'Amato, assessore uscente della giunta di centro-sinistra, ma con lo 0,96% non riuscì ad eleggere nessun consigliere. In Lombardia Volt sostenne la lista civica del candidato del centro-sinistra Pierfrancesco Majorino, ma non riuscì ad eleggere alcun proprio candidato. Alle amministrative di maggio Volt si presentò in alcune liste civiche, come a Brescia, mentre presentò una propria lista a Treviso (0,76%).
All’assemblea generale di Bari del 14-15 ottobre vennero eletti due presidenti, Daniela Patti e Guido Silvestri, mentre come tesoriere venne confermato Pasquale Lisena.
In vista delle elezioni europee del 2024 Volt partecipò al tavolo di confronto per la creazione della lista di scopo Stati Uniti d'Europa con +Europa, Italia Viva, LibDem, Radicali Italiani e Partito Socialista Italiano, salvo poi non aderirvi. Come alle politiche del 2022, Volt strinse un accordo elettorale con il Partito Democratico, presentando due candidati nella circoscrizione nord-est, Marcello Saltarelli e Silvia Panini, entrambi non eletti.
Alle elezioni regionali in Basilicata del 21-22 aprile 2024 Volt presentò una propria lista, con candidato presidente Eustachio Follia, raccogliendo però solo l'1,13%. Alle regionali in Piemonte di giugno invece strinse un accordo con DemoS a sostegno della candidata del centro-sinistra Pentenero ma con lo 0,88% non viene eletto alcun consigliere.

### Lituania
Volt Lituania (in lituano Volt Lietuva) è un partito politico attivo in Lituania. Il partito è attualmente attivo nella capitale Vilnius.

### Malta
Volt Malta è la sezione maltese di Volt Europa ed è attivo dal 2020, sebbene sia stato registrato ufficialmente il 30 aprile 2021.
Nel 2021, Volt Malta ha annunciato di voler correre alle elezioni parlamentari del 2022, candidando la copresidente Alexia DeBono e Kass Mallia, primo transgender a candidarsi alle elezioni legislative maltesi, in quattro distretti. Il 1 marzo 2022 il partito ha pubblicato il suo manifesto elettorale. Durante la campagna elettorale, Volt Malta è diventato il primo partito maltese a schierarsi a favore dell'aborto, ciò ha causato al partito numerosi attacchi da parte della destra religiosa e degli attivisti contro l'aborto.
Il 26 marzo 2022 alle elezioni Volt Malta ha raccolto, spendendo poco più di 60 euro durante la campagna elettorale, lo 0,15% dei consensi a livello nazionale, raggiungendo percentuali vicine allo 0,5% in tutti i collegi in cui si è candidato.

### Paesi Bassi
Volt Paesi Bassi (in nederlandese Volt Nederland) è stato fondato il 23 giugno 2018 a Utrecht e ha partecipato alle elezioni europee del maggio 2019. Secondo il risultato ufficiale preliminare, ha raggiunto l'1,9% dei voti e quindi non ha ricevuto nessuno dei 26 seggi. Volt Paesi Bassi ha partecipato alle elezioni legislative nei Paesi Bassi del 2021, con Laurens Dassen come capolista del partito. Ha ottenuto 3 seggi con una percentuale del 2,3%.
Nel marzo 2022 Volt ha partecipato alle elezioni locali, ottenendo percentuali fra il 3,3 e il 5,6% ed eleggendo propri rappresentanti in ciascuno dei dieci comuni dove si era presentato.
Il 16 giugno 2023 l'europarlamentare Sophie in 't Veld annuncia l'abbandono al partito Democratici 66 per aderire a Volt. Di conseguenza, Volt Paesi Bassi ottiene il suo primo seggio all'Europarlamento.

### Portogallo
Volt Portogallo (in portoghese Volt Portugal), ha presentato più di 9 000 firme necessarie per la registrazione del partito nel paese.
Il presidente di Volt Portogallo, Tiago Gomes, aveva inizialmente pianificato di stabilire i requisiti legali del partito prima delle elezioni nelle Azzorre ad autunno 2020, ma il piano è stato abbandonato a causa del processo di approvazione da parte della corte costituzionale molto lenta. Il 18 dicembre 2021 Volt Portogallo ha presentato il suo manifesto elettorale per le elezioni legislative in Portogallo del 2022. Volt riesce a raccogliere le firme in 19 circoscrizioni su 22, raccogliendo lo 0,1% dei voti e nessun seggio, ottenendo i risultati migliori nella circoscrizione europea. Dopo che l'80,32% delle schede elettorali nella circoscrizione europea è stato dichiarato nullo e dopo un ricorso di Volt alla Corte costituzionale, la Corte ha dichiarato invalida l'elezione nella circoscrizione e ha ordinato una ripetizione.

### Regno Unito
Volt Regno Unito (in inglese Volt UK) è stato registrato presso la Commissione elettorale nel gennaio 2020.

### Repubblica Ceca
Volt Repubblica Ceca (in ceco Volt Česko) è un partito politico attivo in Repubblica Ceca dal 2020 e ufficialmente registrato come organizzazione non governativa dal gennaio 2021. Il partito è attualmente guidato da Adam Hanka ed è attivo a Praga e Brno.
Alle elezioni comunali di Praga del 2022, primo appuntamento elettorale nella storia del partito, Volt ha raccolto poco meno di 5 000 voti.

### Spagna
Volt Spagna (in spagnolo Volt España) è la sezione nazionale di Volt in Spagna ed è stato ufficialmente registrato come partito il 15 giugno 2018. 
Nel maggio del 2019 il partito ha partecipato alle elezioni europee, ottenendo 32.291 voti (0,14%) e quindi non eleggendo alcun eurodeputato.
Il 4 maggio 2021 Volt Spagna ha preso parte alle elezioni regionali della comunità autonoma di Madrid, dove il partito raccolse lo 0,05% dei consensi. Le elezioni scatenarono una controversia politica con il partito di estrema destra Vox che ha messo in guardia i suoi elettori dal confondere Volt con il proprio partito, poiché il posizionamento delle schede elettorali l'una accanto all'altra era, secondo loro, appositamente fatto per confusione tra gli elettori, sebbene in realtà le schede fossero posizionate in base all'ordine di presentazione.
Nel settembre del 2021 il partito ha raccolto, in collaborazione coi cittadini italiani residenti nel paese, le firme per il referendum abrogativo per l'eutanasia legale in Italia.
Il 13 febbraio 2022 Volt ha partecipato alle elezioni regionali in Castiglia e León, partecipando nella circoscrizione di Salamanca, raccogliendo lo 0,16% dei consensi.

### Svezia
Volt Svezia (in svedese Volt Sverige) ha ottenuto 146 voti alle elezioni del Parlamento europeo del 2019.
Nel 2021, grazie all'ingresso nel partito del consigliere comunale di Ljusnarsberg Hendrik Bijloo, Volt Svezia per la prima volta è rappresentato all'interno delle istituzioni svedesi.
Alle elezioni legislative in Svezia del 2022, svoltesi l'11 settembre Volt ha raccolto 89 voti, non riuscendo a raggiungere lo 0,01%. Volt non è riuscita ad eleggere alcun consigliere alle comunali del 2022 ed ha perso qualsiasi rappresentanza politica nel paese.

### Svizzera
In Svizzera, Volt Europa riporta incontri regolari a Ginevra e Zurigo. Tuttavia non è registrato come partito. Ciò è in parte dovuto alla mancanza di adesione della Svizzera all'Unione europea.
Nel 2022 ha preso parte per la prima volta a delle elezioni: partecipa infatti alle elezioni comunali di Zurigo in due circoscrizioni; ottiene, complessivamente, lo 0,08% dei voti senza eleggere consiglieri.
Volt Svizzera è attualmente attivo nelle città di Zurigo, Berna, Basilea, Lugano e Ginevra.

### Ucraina
Volt Ucraina (in ucraino Вольт Україна?, Vol't Ukraïna) è un partito politico attivo in Ucraina, fondato da Mykhaylo Pobigay nel luglio 2022. Sostiene l'adesione dell'Ucraina all'Unione europea.

### Ungheria
Volt Ungheria (in ungherese Volt Magyarország) è un partito politico attivo in Ungheria. Il partito è attualmente guidato da Peter JW Kramer e fa parte dell'opposizione extra-parlamentare al governo di Viktor Orbán.

## Risultati elettorali
Alle elezioni europee del 2019, ottenendo lo 0,7% dei voti in Germania, Volt elegge Damian Boeselager come suo primo eurodeputato.
Alle elezioni nederlandesi del 2021, ottenendo il 2,42%, Volt elegge i suoi primi 3 parlamentari in un parlamento nazionale.
Alle elezioni bulgare del novembre 2021, partecipando all'interno della coalizione Continuiamo il Cambiamento, Volt elegge 2 parlamentari.
A livello locale, Volt è attualmente rappresentato da 122 eletti in 4 diversi stati: Germania (71), Italia (17), Paesi Bassi (33), Portogallo (1). In passato Volt ha avuto dei membri eletti anche in Svezia e Bulgaria.
Alle elezioni europee del 2024, ottenendo il 4,9% dei voti nei Paesi Bassi ed il 2,6% dei voti in Germania, Volt elegge 5 eurodeputati.

### Sommario
Dati aggiornati al 26 giugno 2024
| Sezione          | Europarlamento | Parlamento  | Parlamento   |
| Sezione          | Europarlamento | Camera alta | Camera bassa |
| ---------------- | -------------- | ----------- | ------------ |
| Volt Cipro       | 0 / 6          | 1 / 56      | 1 / 56       |
| Volt Germania    | 3 / 96         | 0 / 69      | 0 / 736      |
| Volt Paesi Bassi | 2 / 29         | 2 / 75      | 2 / 150      |

## Assemblee generali
| Assemblea | Data                | Nazione          | Città            |
| --------- | ------------------- | ---------------- | ---------------- |
| I°        | 27-28 ottobre 2018  | Paesi Bassi      | Amsterdam        |
| II°       | 12-13 ottobre 2019  | Bulgaria         | Sofia            |
| III°      | 2-3 maggio 2020     | Assemblea online | Assemblea online |
| IV°       | 16-17 ottobre 2021  | Portogallo       | Lisbona          |
| V°        | 8-9 ottobre 2022    | Rep. Ceca        | Praga            |
| VI°       | 3-4 giugno 2023     | Romania          | Bucarest         |
| VII°      | 25-26 novembre 2023 | Francia          | Parigi           |
| VIII°     | 23-24 novembre 2024 | Albania          | Tirana           |
| IX°       | 22-23 novembre 2025 | Germania         | Francoforte      |

## Riconoscimenti
| Anno | Riconoscimento                               | Sezione     | Ente promotore del riconoscimento |
| ---- | -------------------------------------------- | ----------- | --------------------------------- |
| 2019 | Rappresentante politico dell'anno (2º posto) | Volt Europa | The Good Lobby                    |